# Польський цвинтар у Тегерані
Польський цвинтар у Тегерані, офіційно Польський воєнний цвинтар у Тегерані— цвинтар, розташований у Дулабі на півдні Тегерана в Ірані, де поховано 1937 польських громадян, 409 з яких були польськими солдатами, які померли в 1942 за часів Другої світової війни. Більшість польських громадян, похованих на цьому цвинтарі, складали репресовані, які повертався до Європи через Іран після звільнення зі сталінських виправно-трудових таборів у Сибіру та Казахстані. Жоден із солдатів, похованих на цвинтарі, не був убитий у ході військових операцій.

## Історія
На початку Другої світової війни радянські війська окупували східну Польщу після угоди з урядом Гітлера, згодом десятки тисяч польських громадян були депортовані до концентраційних таборів у Сибіру та Казахстану.
Після нападу Німеччини на Радянський Союз польські сили опору, будучи союзниками СРСР у боротьбі проти німецької окупації, просили про звільнення польських ув'язнених із СРСР. Сталін погодився, бажаючи, щоб польські ув'язнені після звільнення вступили до лав сил опору в Європі і цим погіршили становище Німеччини на фронтах.
У результаті до 1942 близько 115 000 польських громадян, у тому числі близько 25 000 цивільних осіб і 13 000 дітей, прибули в порт Ензелі через Каспійське море. Солдати і добровольці, які хотіли приєднатися до сил опору (армія Андерса), залишили Іран, вирушивши на Близький Схід і потім до Європи, а тисячі мирних жителів, жінок та дітей віком до 3 років залишилися в цій країні. Польські біженці відкривали магазини, кафе та ресторани, працювали на американських та британських військових базах. Кілька сотень польських жінок вийшли заміж за іранців і згодом залишилися в Ірані, ставши частиною місцевого суспільства.
Багато біженців страждали через малярію, тиф, дизентерію та інші інфекційні захворювання. Через недоїдання та хвороби під час перебування у трудових таборах багато солдатів і мирних жителів померли в Ірані, де й були поховані. Близько 1900 їх поховані на польському католицькому кладовищі в Дулабі на півдні Тегерана.
Загалом за час війни на території Ірану померло близько 3500 польських громадян, у тому числі 611 військовослужбовців, і більшість із них похована на цьому цвинтарі. На цвинтарі є дводольний цоколь з меморіальною дошкою, де вибиті імена всіх похованих тут у 1942-1944. Польське посольство в Тегерані має повний список усіх польських громадян, які жили в Ірані на той час, і точну кількість польських іммігрантів у цій країні.